# Маскара
Маскара је козметичко средство која се обично користи за побољшање изгледа трепавица. Може да потамни, задебља, продужи и/или дефинише трепавице. Уобичајена је у једном од три облика - течност, пудер или крема - маскара има различите формуле; међутим, већина садржи исте основне компоненте пигмената, уља, воскова и конзерванса. Најчешћи облик маскаре је течност у туби.

## Карактеристике
Основне карактеристике квалитетне маскаре су да се лако наноси, не оставља грудвице и не круни се. Након наношења трепавице изгледају гушће, раскошније, али и мекше, захваљујући формули обогаћеној уљима. Трепавице након наношења маскаре су интензивно обојене, продужене и гушће, без лепљења. Четкица треба да буде такве конструкције да омогући приступ чак и најситнијим длачицама. Важна је и постојаност односно отпорност нанете масе.
У складу са потребама и жељама жена, дефинишу се и наглашавају посебне карактеристике, те имамо: маскаре за дуге трепавице, маскаре за свилене трепавице, природна маскара (израда код куће), безбојна маскара, маскара у боји, маскара за ретке трепавице, маскара за густе трепавице, водоотпорна маскара, маскара за осетљиве очи, маскара за волумен трепавица, трајна маскара, маскара за обрве. Занимљиво је да најскупља маскара на свету кошта чак 14 милиона долара - дизајнирао је бренд H.Couture и обложена је дијамантима.

## Дефиниција
Речник енглеског језика Колинс дефинише маскару као „козметичку супстанцу за потамњивање, издуживање, увијање, бојење и згушњавање трепавица, нанесену четком или штапићем“. Оксфордски енглески речник додаје да се маскара повремено користи и на обрвама.
ОЕД се такође позива на маскару из дела објављених крајем 15. века. 1886. године Peck & Snyder Catalogue оглашава „Mascaro or Water Cosmetique. . . За потамњивање обрва и бркова, а да их не подмажете и истакнете“. 1890. године, Century Dictionary је маскару дефинисао као „врсту боје коју глумци користе за обрве и трепавице“. А 1894. Н. Лин саветује у Lynn’s Practical Hints for Making-up, „за тамне трепавице, обојити маскаром или црном бојом, малом четкицом“.

## Етимологија
Извор речи „маскара“ није јасан. Шпанска реч máscara која значи „маска“ или „мрља“ и италијанска реч maschera која значи „маска“ су могућа порекла. Сродна каталонска реч описује чађ или црни намаз, а португалска реч máscara значи „маска“, а mascarra значи тамну мрљу или чађ. Постоји чак и снажна подршка за могући извор из арапске речи maskharah или „кловн“.  Хебрејска реч משקרות (MaSQROTh) која се односи на женске очи налази се у Исаији 3:16.
Латинске расправе понекад су користиле реч маскара када се говорило о вештицама.

## Историја
Постојање маскаре се може документовати у древном Египту. Записи из око 4000. године п. н. е. односе се на супстанцу звану kohl која се користила за потамњивање трепавица, капака и обрва. Кohl су мушкарци и жене користили за маскирање очију, верујући да штити од злих духова и штити душу. Често се састојала од галенита; малахита; угља или чађи; меда; а додавана је и вода да kohl не тече. Под утицајем Египта, употреба kohl-а задржала се и у наредним вавилонским, грчким и римским царствима. Након пада Римског царства, kohl је престао да се користи на европском континенту, где се сматрао искључиво козметиком; насупрот томе, наставио је да се широко користи на Блиском истоку у верске сврхе.
Током викторијанске ере, друштвено мишљење се радикално усмерило ка промоцији козметике, а знало се да су жене већи део дана проводиле заузете третманима лепоте. Улагани су велики напори да би се створила илузија дугих, тамних трепавица. Покушавајући ово, викторијанске жене су правиле врсту маскаре у својим домовима. На тањиру би загрејале мешавину пепела или чађи са лампе и зову и загрејану смешу наносили на трепавице. 
Производ који би људи данас препознали као маскару развио се тек у 19. веку. Хемичар по имену Ежен Римел развио је козметику користећи новоизумљени вазелин. Име Римел постало је синоним за ову материју и још увек се преводи у „маскара“ на португалском, шпанском, грчком, турском, румунском и персијском језику.
Преко Атлантског океана и отприлике у исто време, 1915. године, Томас Лајл Вилијамс створио је изузетно сличну супстанцу за своју сестру Мејбел. 1917. године започео је посао путем поште производа који је прерастао у компанију. Из имена Maybell + Vaselline, настала је Maybelline, компанија која је данас глобално позната као произвођач шминке.
Маскара коју су развила ова двојица мушкараца састојала се од вазелина и угља у одређеном односу. Али убрзо је развијена боља алтернатива. Навлажена четка је утрљана на масу која је садржавала сапун и црну боју у једнаким размерама, и нанета на трепавице. Ипак је и то било изузетно неуредно. До значајног побољшања није дошло све до 1957. године, иновацијом Хелене Рубинштајн.
Догађаји који су довели до побољшања Хелене Рубинштајн започели су у Паризу почетком 20. века. Тамо, у модној престоници света, маскара је брзо стицала популарност и уобичајену употребу. Елизабет Арден и Хелена Рубинштајн, два гиганта у индустрији лепоте, биле у току са њеним развојем. После Првог светског рата амерички потрошачи постали су жељни нових производа. Осетивши прилику, и Рубинштајн и Арден лансирале су сопствене брендове козметике који укључују маскару. Напорима ове две ривалке маскара је коначно стекла углед и наклоност у америчком друштву.
Изум фотографије и филма повећао је популарност и употребу маскара у Америци. Филмови су посебно оглашавали нови стандард лепоте и сексуалне привлачности. Познате глумице класичног биоскопског доба, као што су Тида Бара, Пола Негри, Клара Боу, Грета Гарбо, Марлен Дитрих, Бет Дејвис и Џин Харлоу, увелико су зависиле од маскаре због свог гламурозног изгледа, који је просечна жена настојала да опонаша. ‍:8–9,11–12
1933. године жена која је у судским списима позната као гђа. Браун је пристала да јој се трајно обоје трепавице.  ‍:20 Нажалост, производ Lash Lure је као средство за бојење користио пара-фенилендиамин, хемикалију изузетно токсичну за тело. ‍:23 У то време Савезна управа за лекове није регулисала козметику, а опасности парафенилендиамина нису биле познате. За неколико сати од третмана, гђа. Браун је почела да осећа озбиљне симптоме пецкања и печења очију. До следећег јутра, на њеним очима настали су чиреви који су цурили и натекли. ‍:22 Коришћење Lash Lure резултирало је слепилом код гђе. Браун и још петнаест жена, а такође су узроковале смрт друге услед бактеријске инфекције. Тек након инцидента са Lash Lure-ом и неколико других њему сличних, документованих у књизи Рут деФорест Ламб под насловом Америчка комора страве, Конгрес је 1938. доделио право Агенцији за храну и лекове (ФДА) да регулише козметику. ‍:24
Годинама касније, 1957. године, Рубинштајнова је створила формулу која је маскару од тврде масе развила у крему на бази лосиона. Нову маскару спаковала је у тубу која се продаје са четкицом. За употребу, крема се наноси на четкицу и затим на трепавице. Иако још увек неуредан, био је то корак ка модерном производу од маскаре.
Убрзо је патентиран жлебљени штапић. Промена апликатора довела је до тога да је маскара била још лакша за употребу, а њена популарност се повећала.
Маскара сада тежи ка вишенаменској употреби, укључујући серуме за повећање трепавица, биљне додатке и формуле обогаћене про-витаминима. 

### Састојци и производња
Све формулације садрже пигменте, уља и воскове.

### Козметички пигменти
Пигментација црне маскаре слична је оној коју су користиле Египћанке и Викторијанске жене. Црне и смеђе маскаре обично су обојене употребом оксида гвожђа. Неке маскаре садрже ултрамаринско плаву боју.
Пигменти маскаре најчешће укључују оксиде гвожђа и титанијум диоксид који маскару дају жељену боју. 65% титанијум диоксида (TiО2) чини обим продаје неорганских пигмената.  TiО2 даје пигменту белу боју, док различити оксиди гвожђа дају разне боје попут црвене, жуте, смеђе и црне. Величина честица непрозирних пигмената креће се од 0,2-0,3 µм.

### Уља, воскови итд.
Међу многим уљима која се користе су ланено уље, рицинусово уље, уље еукалиптуса, ланолин и терпентинско уље. Често се користи и сусамово уље.  Воскови који се обично налазе у маскарама су парафински восак, карнауба восак и пчелињи восак.
Водоотпорне маскаре захтевају хидрофобне састојке, попут додекана. Маскаре које нису отпорне на воду садрже основне састојке који су растворљиви у води. Маскаре дизајниране за издуживање или увијање трепавица често садрже најлонска или рејонска микровлакна. Поред тога, цересин, трагакант гума и метил целулоза редовни су састојци и служе као средства за учвршћивање.

### Производња
Маскара се често користи свакодневно широм света. Само у 2016. години амерички потрошачи потрошили су 335,6 милиона УСД на првих 10 водећих брендова маскара.
У једном начину производње, који се назива безводним, сви воскови, уља и пигменти се истовремено загревају и мешају. Алтернативни метод, назван емулговање, започиње комбиновањем воде и згушњивача. Одвојено се комбинују воскови и емулгатори. Затим се пигмент додаје појединачно у обе смеше. Коначно, све се сједињује у хомогенизатору, где се брзо мешају уља, вода, воскови и емулгатори - састојци који се природно одбијају.
Рок трајања маскаре је два до четири месеца.